# Campo de Calatrava
Campo de Calatrava é uma comarca natural e histórica da Mancha, Espanha, no centro da província de Cidade Real, comunidade autónoma da Castela-Mancha. O seu maior centro urbano é Cidade Real. É formada por 26 municípios, que somam 4 283 km² de área e em 2021 tinha 193 536 habitantes. Atualmente há duas entidades administrativas no território da comarca histórica: a Comarca de Calatrava e a Mancomunidade de Municípios do Campo de Calatrava. Desta última fazem parte 12 municípios, sendo que um deles — Villanueva de San Carlos — não integra a Comarca de Calatrava. 
A história da região está intimamente relacionada com a da ordem militar de Calatrava, fundada em Calatrava, a Velha, cujo nome original era simplesmente Calatrava, e que a partir do século XIII teve a sua sede no Castelo de Calatrava, a Nova, embora a partir do século seguinte grande parte da administração funcionasse em Almagro. A região teve grande relevância na Baixa Idade Média, durante o período de constantes conflitos bélicos entre cristãos e muçulmanos que consolidaram a unidade de Castela. Foi durante esse período que foi fundada a Ordem de Calatrava (em 1158), cuja encomienda era a vigilância e proteção da vanguarda sul-sudoeste da Meseta Ibérica das incursões islâmicas, como primeira frente de contenção de Castela e da sua principal capital, Toledo, a sul da depressão do Tejo, na área do vale do Guadiana.

## Municípios da comarca
| Município                 | Área (km²) | População (2021) | Densidade (hab./km²) | Comarca de Calatrava | Mancomunidade do Campo de Calatrava |
| ------------------------- | ---------- | ---------------- | -------------------- | -------------------- | ----------------------------------- |
| Alcolea de Calatrava      | 70,79      | 1363             | 19,3                 | \|\|                 |                                     |
| Aldea del Rey             | 154,31     | 1598             | 10,4                 | \|\|                 |                                     |
| Almagro                   | 249,73     | 8896             | 35,6                 | \|\|                 |                                     |
| Almodóvar del Campo       | 1 208,47   | 5947             | 4,9                  | \|\|                 |                                     |
| Ballesteros de Calatrava  | 57,83      | 370              | 6,4                  | \|\|                 |                                     |
| Bolaños de Calatrava      | 87,90      | 11992            | 136,4                | \|\|                 |                                     |
| Calzada de Calatrava      | 410,94     | 3615             | 8,8                  | \|\|                 |                                     |
| Caracuel de Calatrava     | 9,92       | 116              | 11,7                 | \|\|                 |                                     |
| Carrión de Calatrava      | 95,77      | 3086             | 32,2                 | \|\|                 |                                     |
| Cañada de Calatrava       | 29,9       | 105              | 3,5                  | \|\|                 |                                     |
| Cidade Real               | 284,98     | 75104            | 263,5                | \|\|                 |                                     |
| Corral de Calatrava       | 148,77     | 1102             | 7,4                  | \|\|                 |                                     |
| Fernán Caballero          | 103,96     | 979              | 9,4                  | \|\|                 |                                     |
| Granátula de Calatrava    | 152,65     | 719              | 4,7                  | \|\|                 |                                     |
| Miguelturra               | 118,37     | 15658            | 132,3                | \|\|                 |                                     |
| Moral de Calatrava        | 188,20     | 5211             | 27,7                 | \|\|                 |                                     |
| Picón                     | 59,57      | 661              | 11,1                 | \|\|                 |                                     |
| Poblete                   | 27,82      | 2759             | 99,2                 | \|\|                 |                                     |
| Pozuelo de Calatrava      | 99,67      | 3623             | 36,3                 | \|\|                 |                                     |
| Los Pozuelos de Calatrava | 84,00      | 352              | 4,2                  | \|\|                 |                                     |
| Puertollano               | 226,74     | 46036            | 203                  | \|\|                 |                                     |
| Torralba de Calatrava     | 101,58     | 2990             | 29,4                 | \|\|                 |                                     |
| Valenzuela de Calatrava   | 44,08      | 658              | 14,9                 | \|\|                 |                                     |
| Villamayor de Calatrava   | 144,81     | 612              | 4,2                  | \|\|                 |                                     |
| Villanueva de San Carlos  | 109,25     | 280              | 2,6                  | \|\|                 |                                     |
| Villar del Pozo           | 13,23      | 56               | 4,2                  | \|\|                 |                                     |